# Третье правительство Раффарена
Третье правительство Раффаррена — кабинет министров, правивший Францией с 30 марта 2004 года по 31 мая 2005 года, в период Пятой французской республики, в следующем составе:
- Жан-Пьер Раффаррен — премьер-министр;
- Мишель Барнье — министр иностранных дел;
- Мишель Аллио-Мари — министр обороны;
- Доминик де Вильпен — министр внутренних дел, внутренней безопасности и местных привилегий;
- Николя Саркози — министр экономики, финансов и промышленности;
- Жан-Луи Борлоо — министр труда, занятости и социального единства;
- Доминик Пербен — министр юстиции;
- Франсуа Фийон — министр национального образования, высшего образования и исследований;
- Франсуа д’Обер — министр-делегат исследования;
- Рено Доннедьё де Вабр — министр культуры и связи;
- Эрве Гемар — министр сельского хозяйства, продовольствия, рыболовства и сельских дел;
- Серж Лепельтье — министр экологии и устойчивого развития;
- Жан-Франсуа Ламур — министр по делам молодежи, спорта и жизни сообществ;
- Брижитт Жирарден — министр заморских территорий;
- Жиль де Робьен — министр транспорта, туризма, регионального планирования, мореходства и снаряжения;
- Филипп Дуст-Блази — министр здравоохранения и социальной защиты;
- Мари-Жози Руаг — министр по делам семьи и детства;
- Рено Дютрей — министр государственной службы и государственных реформ;
- Николь Амелен — министр паритетного и профессионального равенства.

Изменения
- 29 ноября 2004 — Николя Саркози стал президентом Союза народного движения; произошла перестановка.
- Эрве Гемар — министр экономики, финансов и промышленности, сменил Николя Саркози).
- Доминк Буссеро — министр сельского хозяйства, продовольствия, рыболовства и сельских дел, сменил Эрве Геймара).

25 февраля 2005
- после скандала Эрве Гемар, министр экономики, финансов и промышленности, был вынужден подать в отставку.
- Тьерри Бретон — министр экономики, финансов и промышленности, сменил Эрве Гемара.